# Pasquale Marino
Pasquale Marino (Marsala, 13 de Julho de 1962) é um ex-futebolista e atualmente treinador de futebol italiano. 

## Carreira
A carreira de Pasquale Marino dentro das quatro linhas foi modesta. Ele começou a jogar no o modesto Marsala. e depois atuou também por outras equipes inferiores. como: Akragas, Siracusa, Battipagliese, Potenza, Messina e e encerrado a carreira, como jogador, no Catania.
depois passou a treinar clubes de futebol em 1997, pelo Milazzo. depois comandou também Ragusa, Paternò, Foggia, Arezzo, Catania. treinou em duas oportunidades, a Udinese, foi para o Parma e anteriormente treinava o Genoa.